# Coxelus bituberculatus
Coxelus bituberculatus là một loài bọ cánh cứng trong họ Zopheridae. Loài này được Frivaldszky miêu tả khoa học năm 1893.